# Sorin Crișan
Sorin Crișan, n. la 24 ianuarie 1966, Cluj-Napoca (Cluj). Rector al Universității de Arte din Tîrgu-Mureș. Doctor în Arte, domeniul Teatru (2001). Doctor în Istorie (2011). Redactor șef al revistei „Symbolon”. Membru în colegiul științific al revistelor „Jurnalul Artelor Spectacolului”, „DramArt” și „Comunique”. Profesor de estetică și doctrine regizorale. Coordonator de doctorat în domeniul teatru. Membru al Asociației Internaționale a Criticilor de Teatru, UNITER și Uniunea Scriitorilor. Expert manuscrise – carte veche, acreditat de Ministerul Culturii. Cărți de estetică și teorie teatrală publicate: Circul lumii la D.R. Popescu (2002), Jocul nebunilor (2003), Teatru, viață și vis. Doctrine regizorale (2004), Teatrul de la rit la psihodramă (2007), Teatru și cunoaștere (2008), Sublimul trădării (2011), Arta fizionomia și circulația cărții în Transilvania secolelor XV-XVI (2014). Autor de studii și articole din domeniile teatrului și al culturii, în reviste și volume de specialitate, în țară și în străinătate. Premiul Național de Critică (2003). Direcții de cercetare: istorie, estetica și filosofia teatrului, psihodramă și psihanaliză.